# 皺疤豐底蚌
皺疤豐底蚌（学名：Plethobasus cicatricosus），又名白疙瘩真珠蚌，是美國特有的一種淡水蚌，屬於蚌科小方蚌亞科的Pleurobemini族。